# Orosz intervenciós hadsereg 1849-ben
Az Orosz Császári Hadsereg (Ру́сская импера́торская а́рмия – Russzkaja imperatorszkaja armija) intervenciós csapatai 1849-ben léptek Magyarország területére. Alakulatait az akkori világ messze legnagyobb, 1 300 000 fős haderejéből állították ki, történelmi léptékét mutatja, hogy ennél nagyobb orosz kötelék még a napóleoni háborúk idején sem került külföldön bevetésre. I. Miklós cár katonai beavatkozása megpecsételte az 1848–49-es forradalom és szabadságharc sorsát.

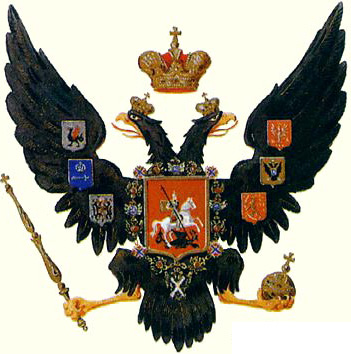
Az Orosz Birodalom ebben az alakjában 1825 és 1855 között használt címere.

## A téli orosz beavatkozás Erdélyben
Az események előzménye, hogy Havasalföldön 1848-ban ugyancsak forradalom tört ki, amelynek célja volt a török függőség lerázása is. Oroszország ekkortájt igyekezett jó viszonyt ápolni az Oszmán Birodalommal és Havasalföldre orosz csapatok vonultak be, akik leverték a forradalmat. Az orosz intervenció alatt Kossuth Lajos megpróbált megegyezést kötni az elmenekült havasalföldi forradalmárokkal, hogy térítsék el a felkelt erdélyi románokat a Habsburgoktól és Havasalföldről, illetve Moldvából is segítséget toborozva próbálják hátba támadni az orosz-osztrák seregeket Erdélyben.
Puchner Antal császári tábornok a gálfalvi ütközet után segítséget kért Erdélybe. A császári politikai és katonai vezetés ekkor még bízott abban, hogy a maga erejéből győzhet, Puchner így hivatalosan nem kérhetett orosz segítséget, ezért a szászok nevében Gottfried Müller tanárt, a románok nevében Andrei Şaguna püspököt kényszerítette rá arra, hogy a két nemzet nevében a cári hadsereg oltalmát kérjék a Havasalföldet megszálló orosz csapatok főparancsnokától, Lüders tábornoktól. Az orosz csapatok január 31-én átlépték a határt és Brassót Engelhardt altábornagy 4800, Nagyszebent Szkarjatyin ezredes 2200 fős különítménye szállta meg. Lüders utasítása szerint az orosz csapatok feladata kizárólag a két város védelmére terjedt ki, a városokon kívüli harcokban nem vehettek részt, Puchnernek azonban ezzel is jelentős ereje szabadult fel. A császári csapatok támaszkodhattak a Bem hátában lévő, mintegy ötezer fős román felkelő seregre, illetve a gyulafehérvári várőrségre is.

## A nyári intervenciós hadsereg

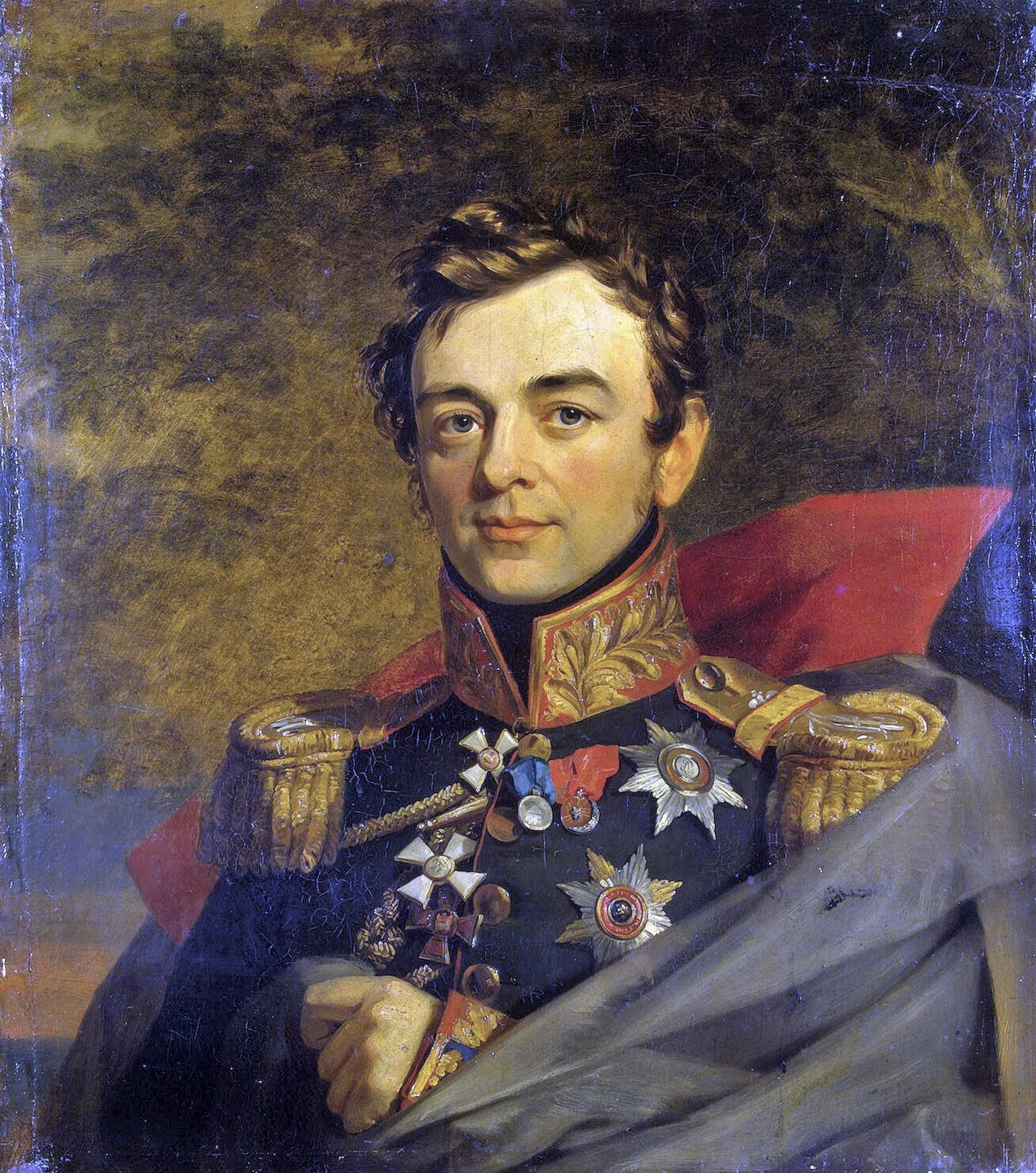
Ivan Fjodorovics Paszkevics tábornagy

I. Miklós orosz cár 1849-ben a teljes II., III. és IV. gyaloghadtestet, az V. gyaloghadtest nagyobbik felét, az I. gyaloghadtest és a II. tartalék lovas hadtest egyes alakulatait, mintegy 10 kozákezredet, 4 század kaukázusi cserkesz lovast, valamint 6 század Kaukázuson túli muzulmán lovast mozgósított a magyarországi hadjáratra. Tartalékként rendelkezésre állt az I. gyaloghadtest, a II. tartalék lovas hadtest be nem vetett része, és a teljes III. tartalék lovas hadtest.

## Az orosz cári hadsereg szervezete
Az orosz hadsereg teljes létszáma 1848-1849-ben a reguláris csapatoknál meghaladta az 1 000 000 főt, az irreguláris csapatokkal együtt 1 300 000 főt számlált. A magyar szabadságharc sorsát eldöntő orosz hadsereg hat gyaloghadtestből, egy elit gárda-, egy elit gránátos és három lovas hadtestből, valamint a másodvonalbeli harcértéket képviselő kaukázusi, finnországi, orenburgi és szibériai megszálló hadtestekből állt, valamint egyéb tartalék és irreguláris csapatokra oszlott. Ezeknek egy jelentős részét idegen, helyi nemzetiségekből sorozott emberek tették ki, így voltak közöttük finnek, tatárok, kaukázusiak, karélok, mordvinok, csuvasok, kazahok, kalmükök, stb. míg a tisztikarban számos német nemzetiségű, ill. német származású volt, elsősorban Livóniából (a mai Lettország és Észtország) Fontos azonban megjegyezni, hogy orosz hadsereg katonái a magyarországi nemzetiségekkel, vagy külföldi önkéntesekkel is vívtak közelharcot, akik a honvédseregben szolgáltak, jelenesetben németekkel, szlovákokkal, ruszinokkal, szlovénokkal, horvátokkal, olaszokkal és lengyelekkel, a Havasalföldre bevonult orosz csapatok pedig az ottani törökellenes felkeléseket és forradalmakat fojtották el fegyverrel.

### A gyaloghadtestek szervezete
A hat gyaloghadtest mindegyike valójában komplett összfegyvernemi hadtest volt. Ezek a hadtestek egyenként három gyaloghadosztályból, egy könnyű lovashadosztályból és egy tüzérhadosztályból álltak. A számozás logikusan követte a felépítést: az I. gyaloghadtestbe az 1-3. gyaloghadosztály, az 1. könnyű lovashadosztály és az 1. tüzérhadosztály, a II. gyaloghadtestbe a 4-6. gyaloghadosztály, a 2. könnyű lovashadosztály és a 2. tüzérhadosztály tartozott, és így tovább. A gárdahadtestnek külön gárda lovashadosztálya volt, a gránátos hadtestnek a 7. könnyű lovashadosztály és a 7. tüzérhadosztály jutott.

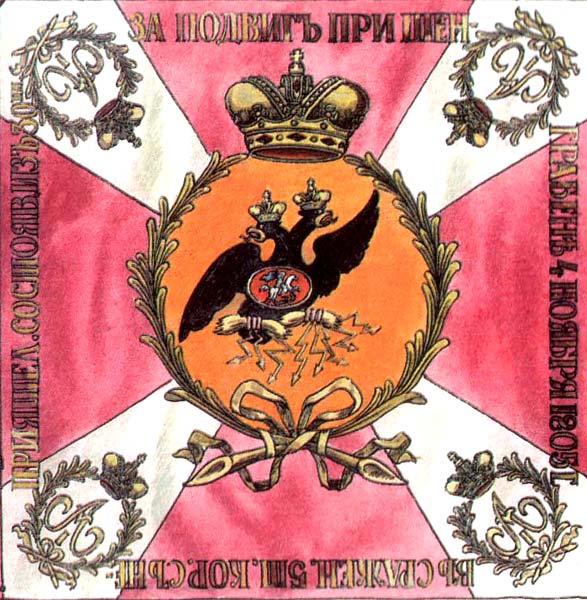
A kijevi 5. Gránátosezred lobogója I. Sándor cár uralkodói névjelével. Jellegzetes orosz ezredzászló, az Orosz Császári Hadsereg többi regimentje is hasonló típusúakat használt a magyarországi hadjárat során.
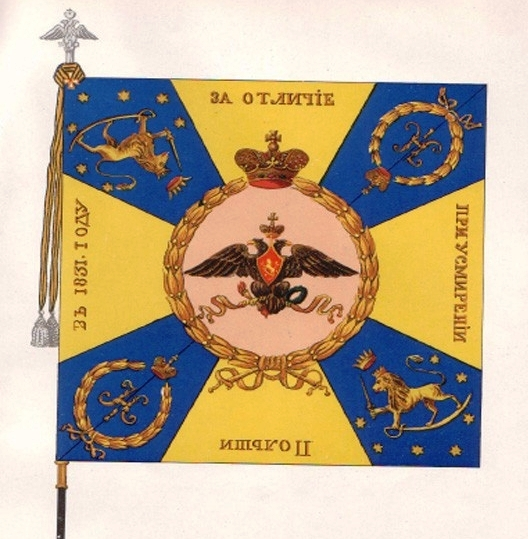
Jellegzetes, a 3. finn gárda gyalogoszászlóalj által használt orosz hadizászló, az orosz császári címerrel, I. Miklós cár uralkodói névjelével és a Finn Nagyhercegség címerével.

#### A gyaloghadosztályok szervezete
A gyaloghadosztályok két, egy gyalog- és egy vadászdandárból, a dandárok pedig két, négy zászlóaljas ezredből álltak. A számozás ezeken belül is logikus volt: az 1. hadosztály 1. dandárjába az 1. és 2. gyalogezred, 2. dandárjába az 1. és 2. vadászezred tartozott. Egy gyalog- és vadász zászlóalj létszáma 1055 fő, ezredenként 4220 fő, egy dandáré 8440, egy hadosztályé 16800, egy hadtest gyalogságáé 50640 fő volt.

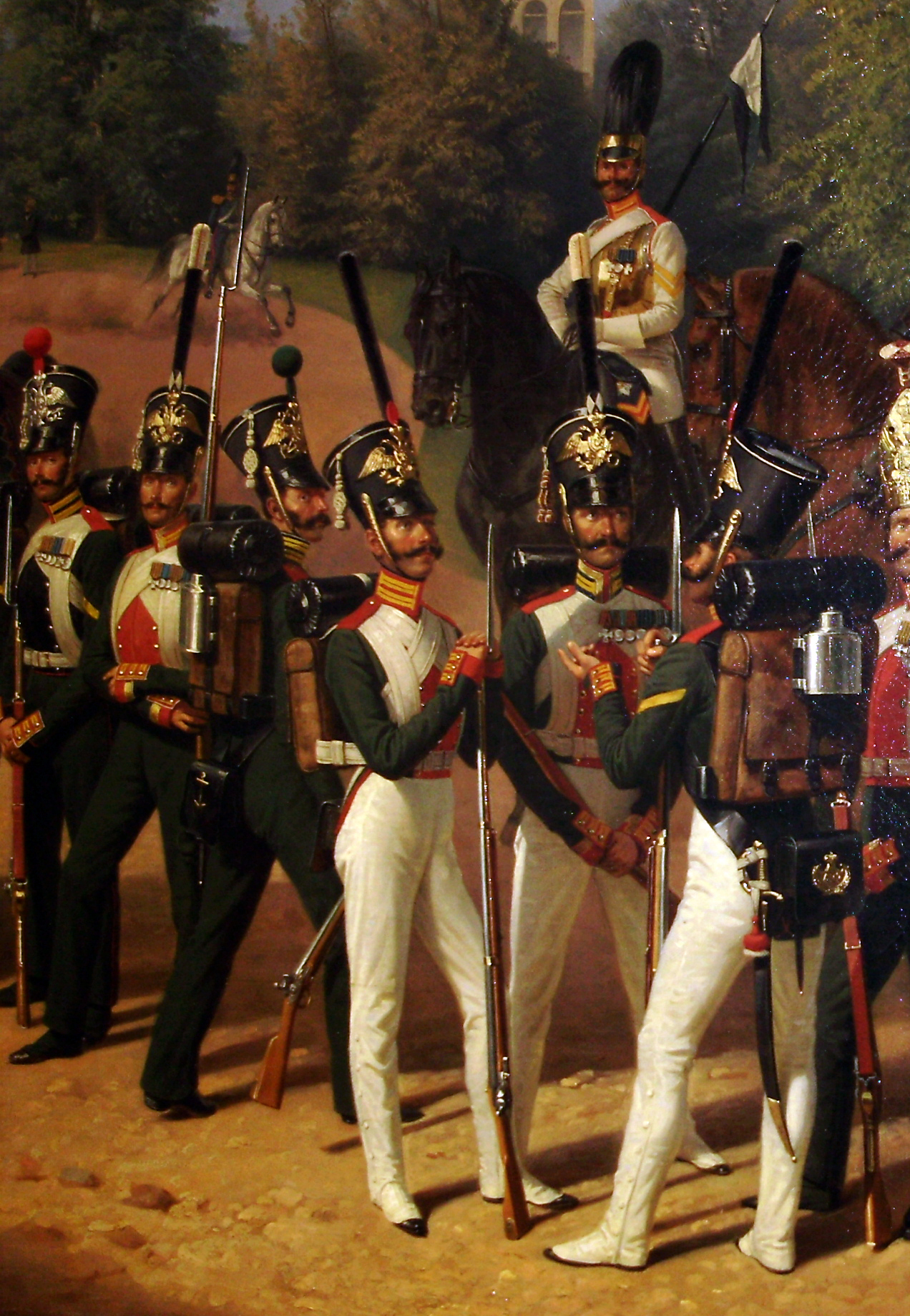
Az orosz gárdahadtest vadászai (balra) és gyalogosai (jobbra, fehér nadrágban) 1832-ben. A gyalogosok még csákóban, 1844-től már Pickelhaube típusú csúcsdíszes bőrsisakot hordtak.
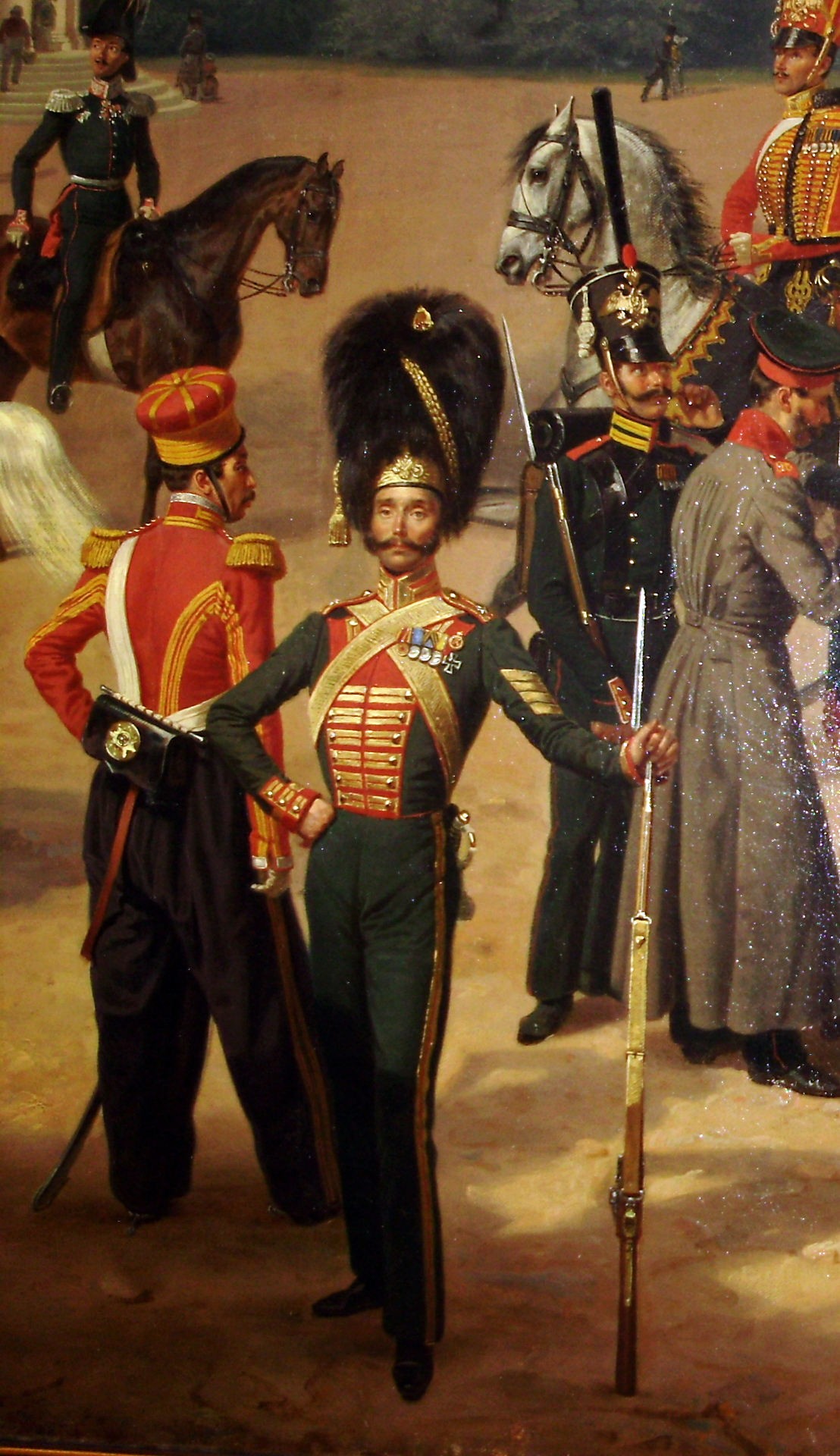
Az orosz gárdahadtest különböző katonái 1832-ben. A kép előterében gránátos, a háttérben pedig muszlim könnyűlovas (balra), vadász és huszár látható többek között.
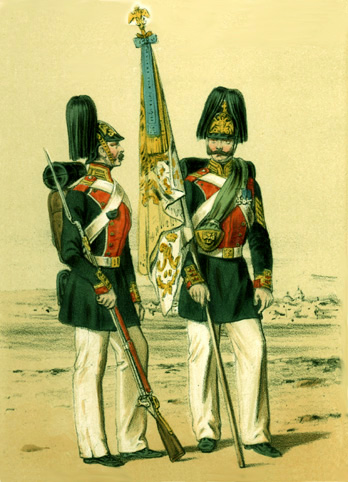
Gyalogosok az 1840-es években az 1688-ban I. Nagy Péter által alapított, 1721-től hivatalosan Császári Orosz Szemjonovszkij-gárdaezrednek nevezett regimentből. Ez az alakulat részt vett az 1849-es magyarországi hadjáratban is.A cári sorgyalogság uniformisa ettől abban tért el, hogy a zubbony egyszínű fekete volt. A bőrsisak lószőrforgóját csak díszszemléken hordták.
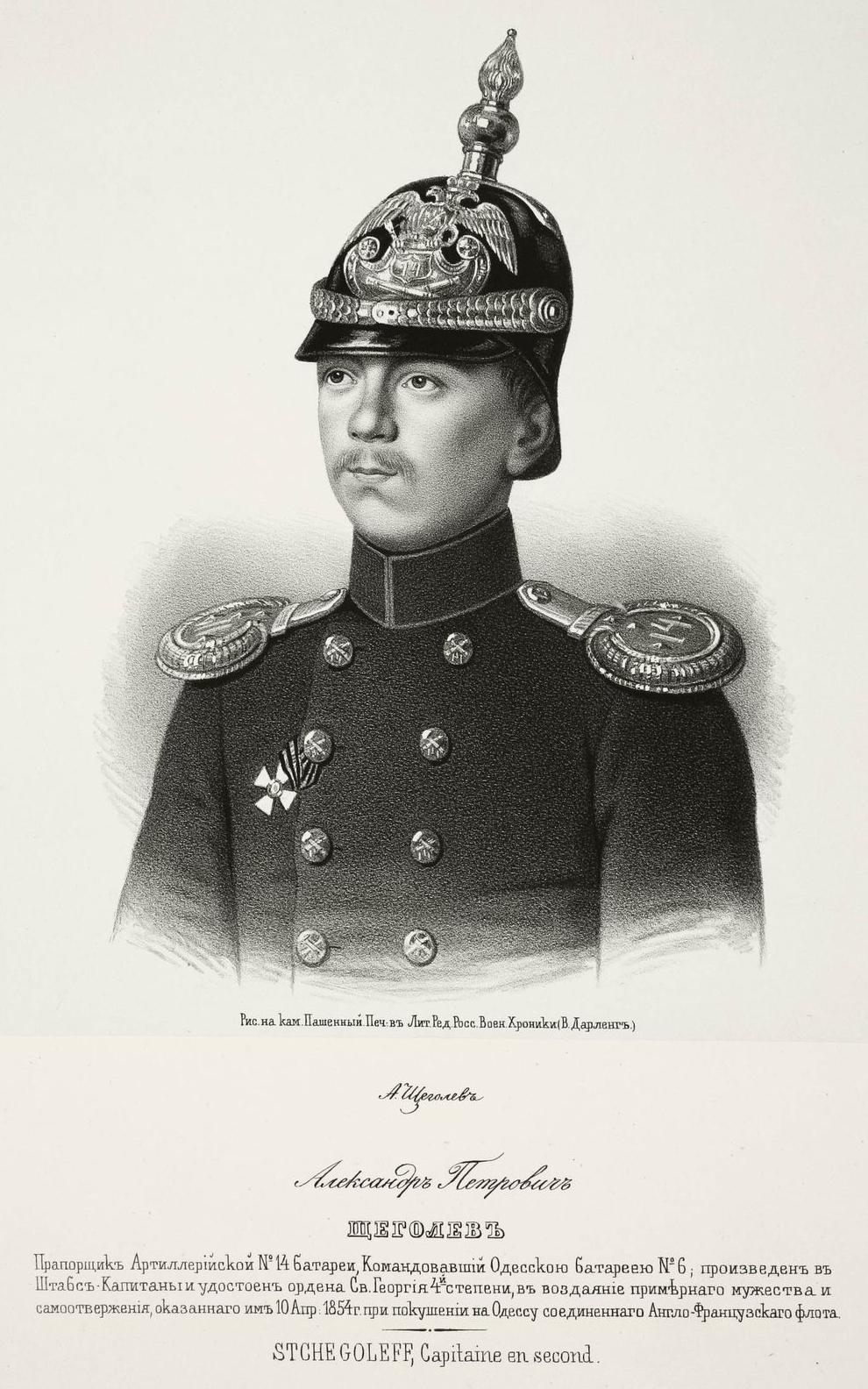
Orosz tiszt az 1844-től bevezetett Pickelhaube típusú csúcsdíszes bőrsisakban.
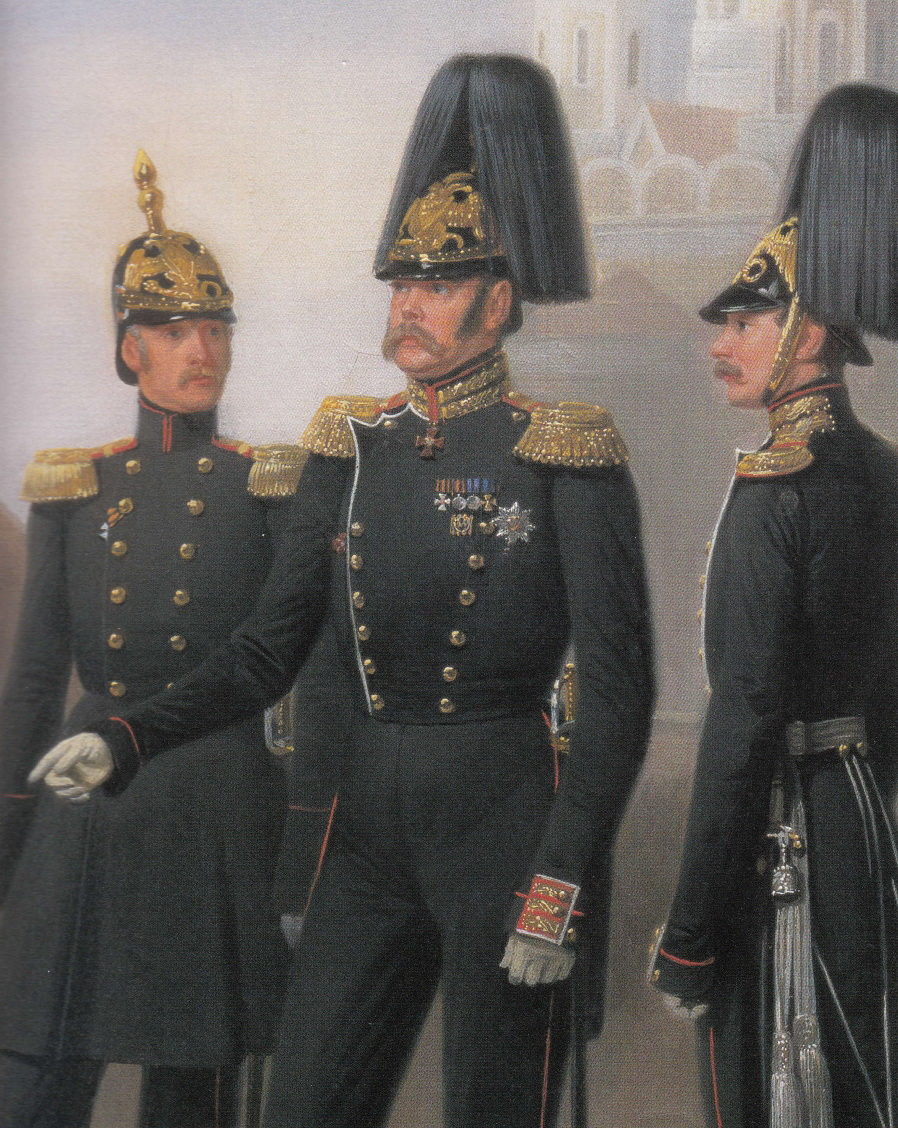
Balról jobbra: ezredes, vezérőrnagy és százados 1844-es típusú sisakban, az orosz császári Testőr Vadászezredből.
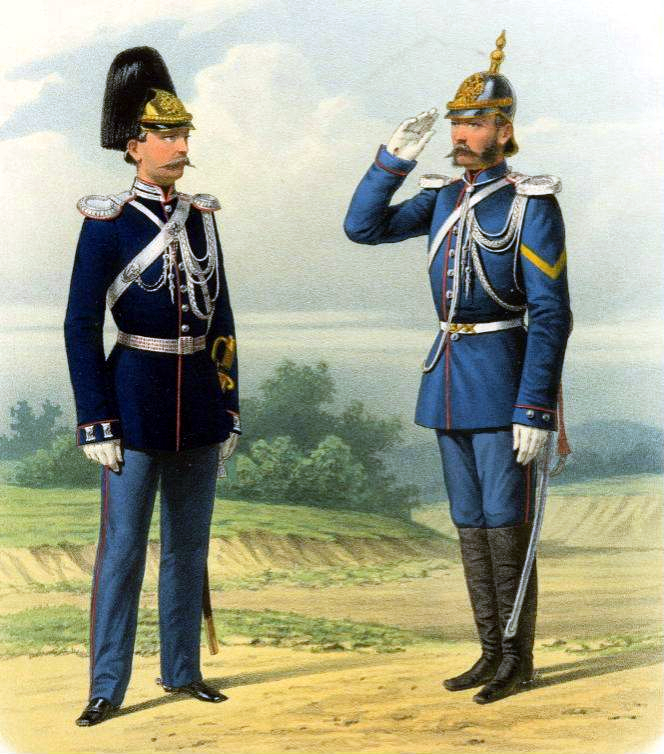
Orosz császári csendőrök, tiszt (jobbra) és tizedes (balra). A magyarországi intervenció során az Orosz Császári Hadsereg kötelékében csendőrök is bevetésre kerültek. Az orosz sorgyalogság bőrsisakja megegyezett a csendőr tizedesen láthatóval.

#### A könnyű lovashadosztály szervezete

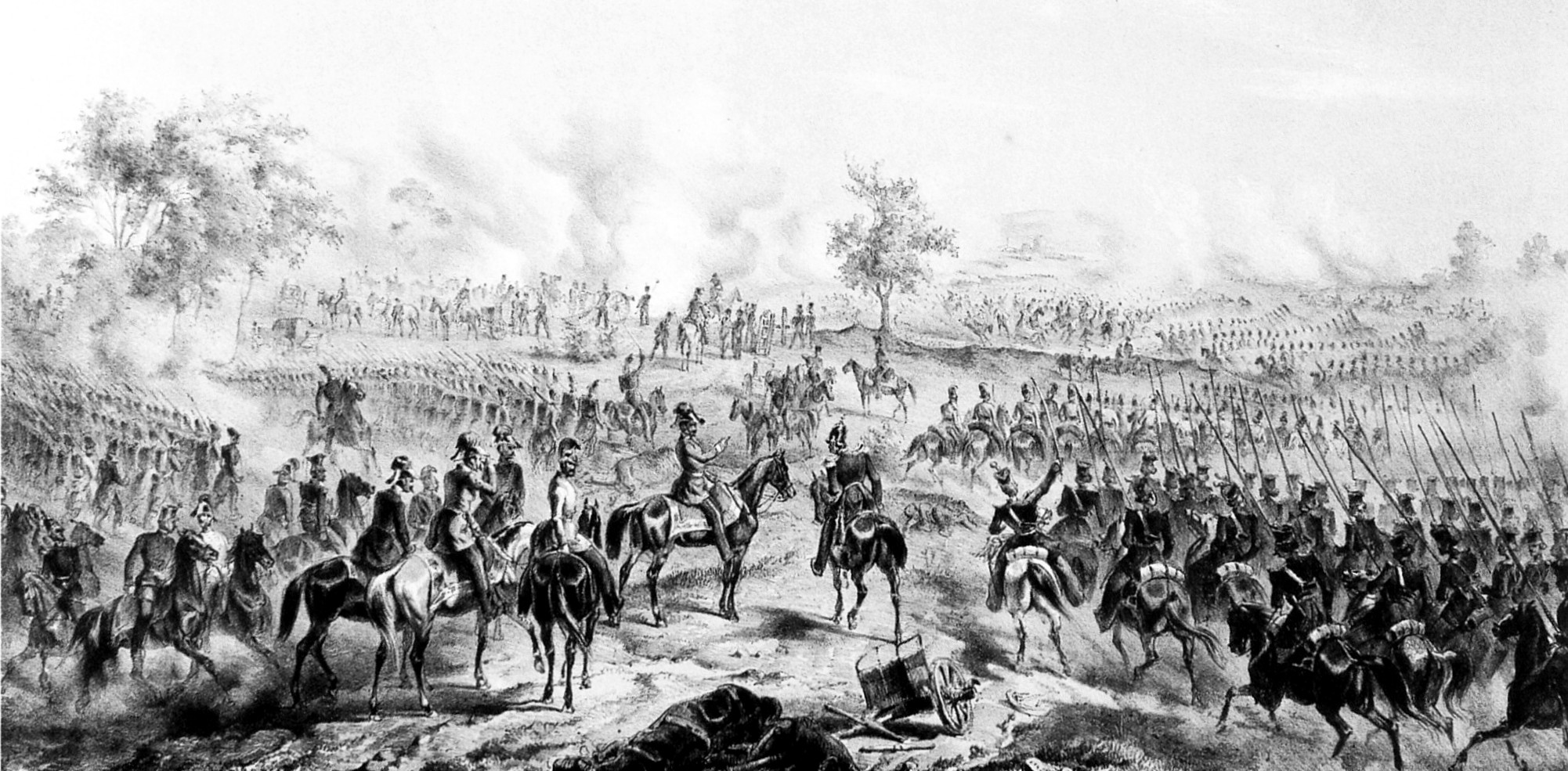
Az orosz Panyutyin-hadosztály a peredi csata második napján, 1849. június 21-én

A gyaloghadtestek könnyű lovashadosztályai egy dzsidás (ulánus) és egy huszárdandárra oszlott, a dandárok pedig két-két, nyolc-nyolc századból álló ezredből. Így az 1. lovashadosztály 1. dandárjába az 1. és 2. dzsidás-, a 2. dandárjába az 1. és 2. huszárezred tartozott. A dzsidás- és huszárezredek létszáma 1401, a dandároké 2802, a hadosztályoké 5604 fő volt.

### Lovashadtestek
A három tartalék lovas hadtest közül az I. és a II. egy-egy nehézlovas vértes – és könnyűlovas dzsidáshadosztályból állt; hadosztályonként két-két dzsidás (ulánus) és vértes dandárral, dandáronként pedig két-két hatszázados ezredből, valamint egy négyüteges (32 löveges) tüzérhadosztállyal és vonatosztaggal. A lovas ütegek 8 fél pudos löveggel rendelkeztek. Egy hadosztály létszáma kb. 5000, egy tartalék lovas hadtesté 10 000 fő volt. A III. tartalék lovas hadtest vagy más néven dragonyos hadtest szintén két hadosztályból, hadosztályonként két dandárból, dandáronként két tízszázados dragonyosezredből (ezredenként 1757 fővel) állott. A hadtesthez tartozott egy, két századból álló lovas utászosztály is. A dragonyosokat gyalogsági harcra is kiképezték: 8 századuk szuronyos lőfegyverrel volt ellátva, amelyet szurony nélkül a vállukon hordtak; 2 századuk pedig dzsidával rendelkezett. Gyalogsági harc esetén kétharmaduk leszállt a lóról, a maradék egyharmad a lovakat tartotta. A lóról leszálltak gyalogzászlóaljjá egyesültek; a dzsidások mindig lóháton maradtak. A dragonyos hadtest létszáma kb. 15 500 fő volt.Az irreguláris lovassághoz tartoztak a 844 fős kozákezredek, amelyek ezredenként hat szotnyából (századból) álltak, s kb. minden négy ezredhez egy-egy 8 löveges, 207 főnyi kezelőszemélyzettel ellátott üteg is tartozott. A kozákezredek teljes létszáma elérte a 100 000 főt.

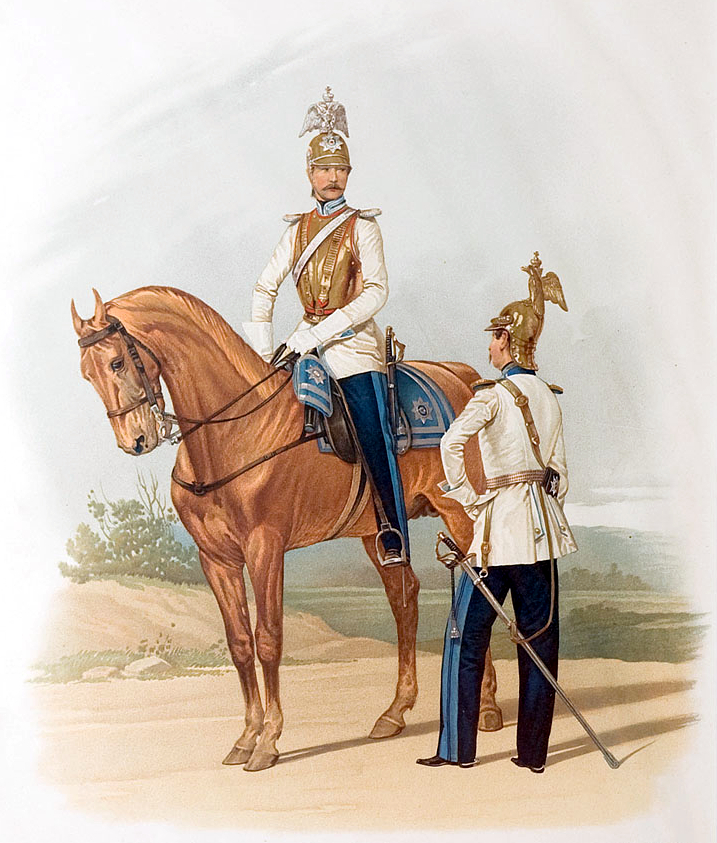
Orosz nehézlovasság, Őfelsége Vértes Gárdazeredének katonái 1855-ben.
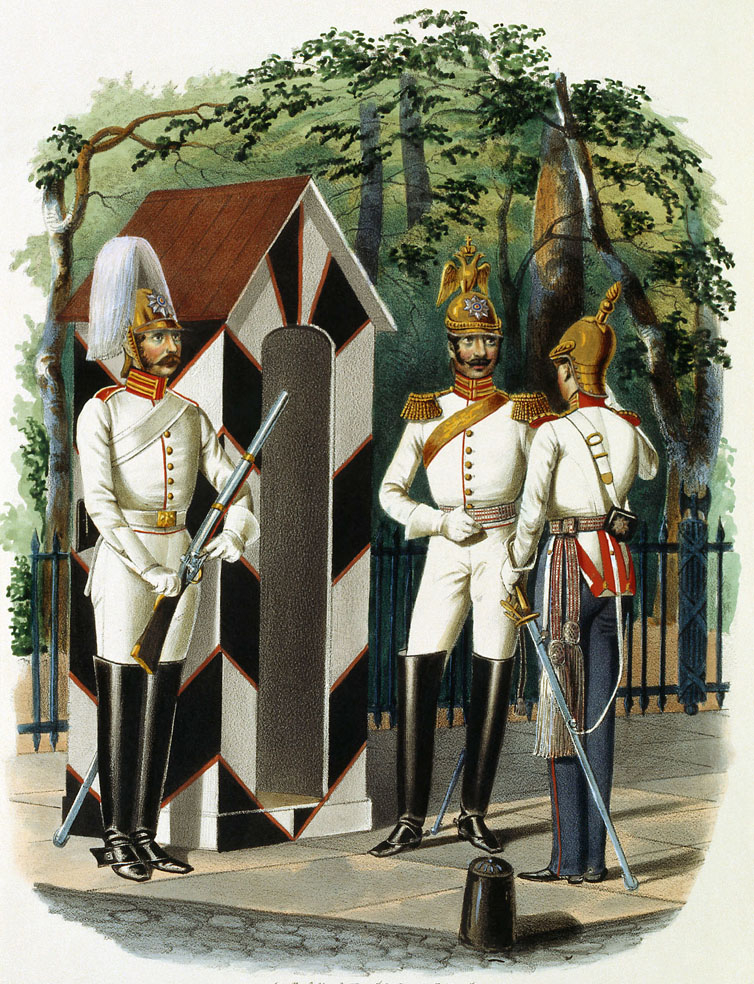
Az orosz Testőrgárda Lovasezred (Конный лейб-гвардии полк) katonái 1848-ban, a regiment 1849-ben bevetésre került a magyarországi intervencióban.
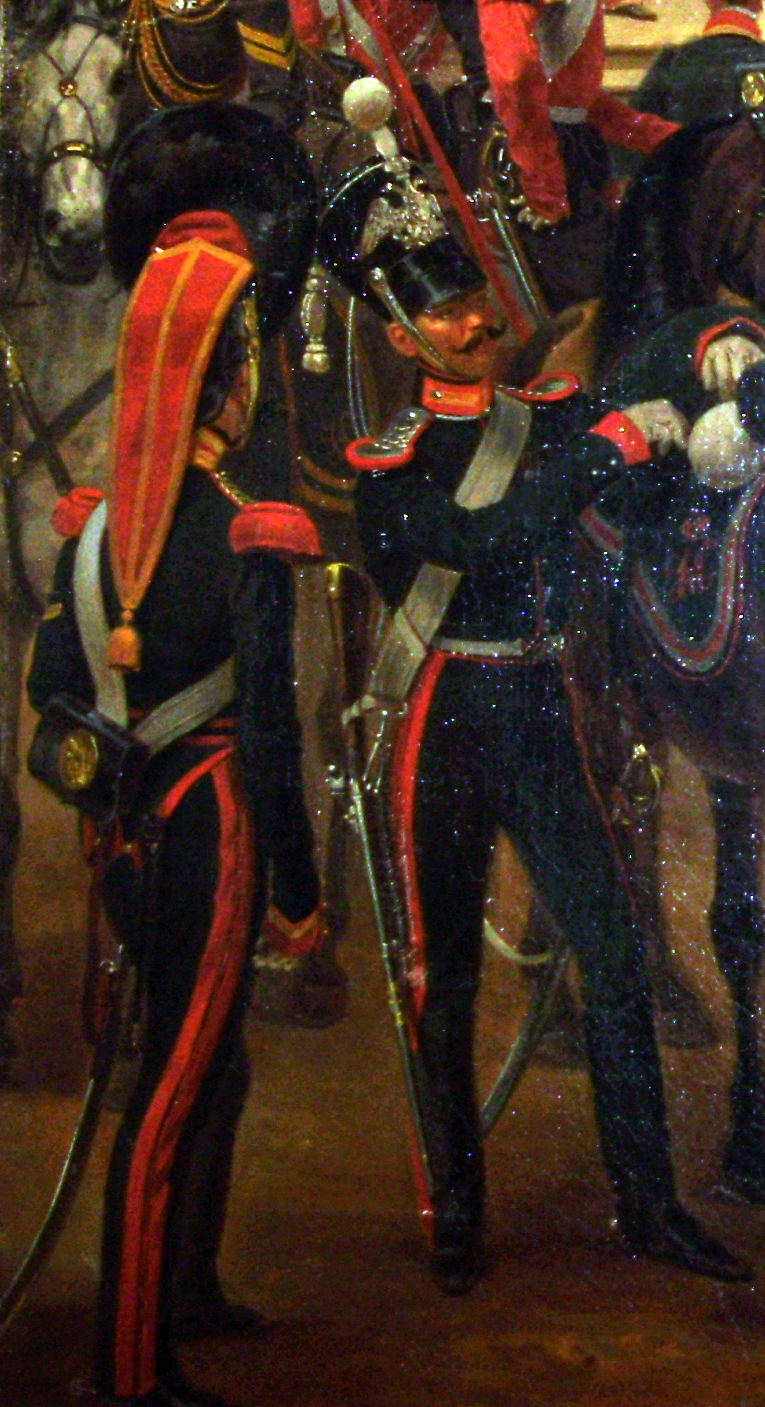
Az orosz gárdahadtest speciális katonái, lovas gránátos (háttal) és lovas vadász (szemből) 1832-ben.

#### A tüzérhadosztályok szervezete
A gyaloghadtestek tüzérhadosztálya négy dandárból állt. A gyaloghadosztályok mellé egy-egy négyüteges tüzérdandár (ütegenként 12 löveggel), a könnyű lovashadosztály mellé egy kétüteges (ütegenként 8 löveggel) lovagló tüzérdandárt osztottak be. Az 1 gyaloghadosztály mellé beosztott tüzérdandár két nehéz és két könnyű, a 2-3. gyaloghadosztályt támogató 2-3. tüzérdandár egy nehéz- és három könnyű ütegből állott. A nehéz ütegekbe 6 tizenkét fontos löveg és 6 fél pudos (1 pud=16,36 kg) tarack, egy könnyű ütegbe 8 hatfontos ágyú és 4 negyed pudos tarack tartozott. A könnyű lovas ütegek 4 hatfontos ágyúból és 4 negyed pudos tarackból álltak. Az ütegek számozása a lovas ütegeknél is logikus volt: az I. hadtest 1. könnyű lovashadosztálya mellé az 1. lovagló tüzérdandár 1. és 2. könnyűlovas ütegét osztották be. A nehéz gyalogütegek létszáma 319, a könnyű gyalogütegeké 253, a könnyű lovas ütegeké 226 fő volt. A tüzérhadosztály teljes létszáma tehát 3752 fő volt, 160 löveggel. Miután az orosz félnek nem voltak röppentyűs osztagai, a cs. kir. hadsereg ilyeneket adott kölcsön az orosz főseregnek. Az elit gránátos és a gárdahadtest felépítése a gyaloghadtestekével volt azonos.

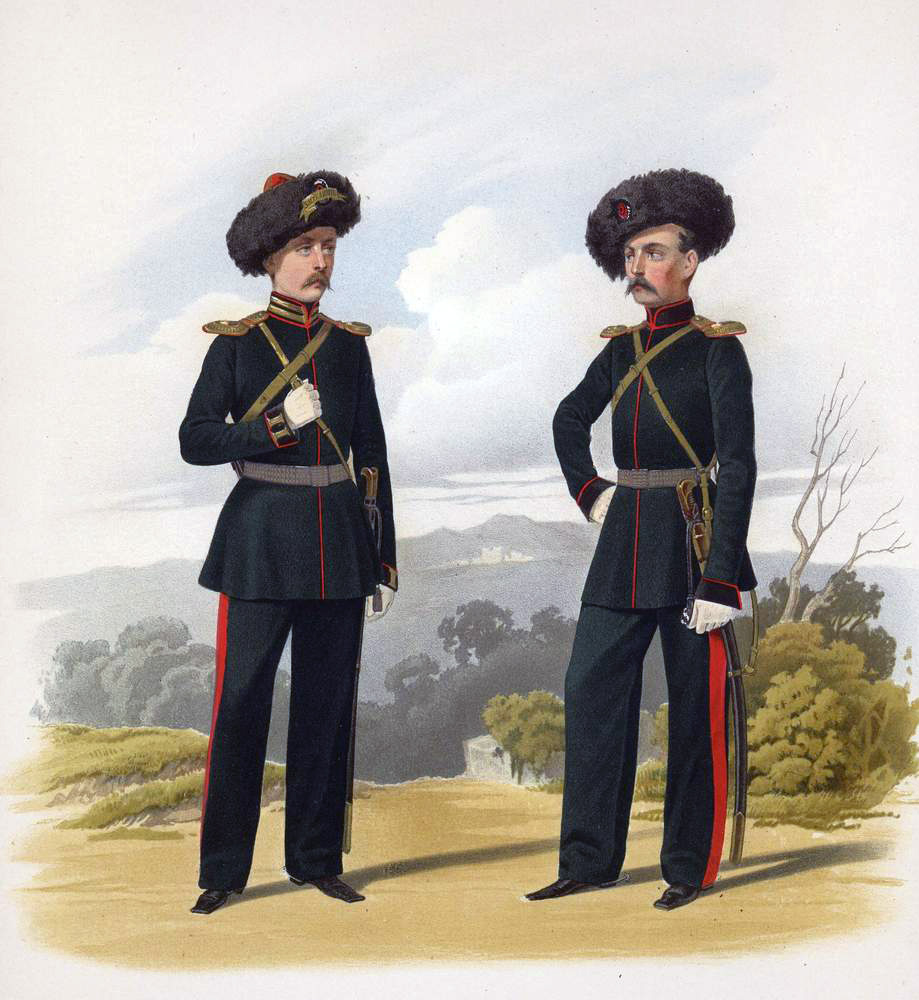
Doni kozák lovastüzérek az Orosz Császári Hadseregből (1855).
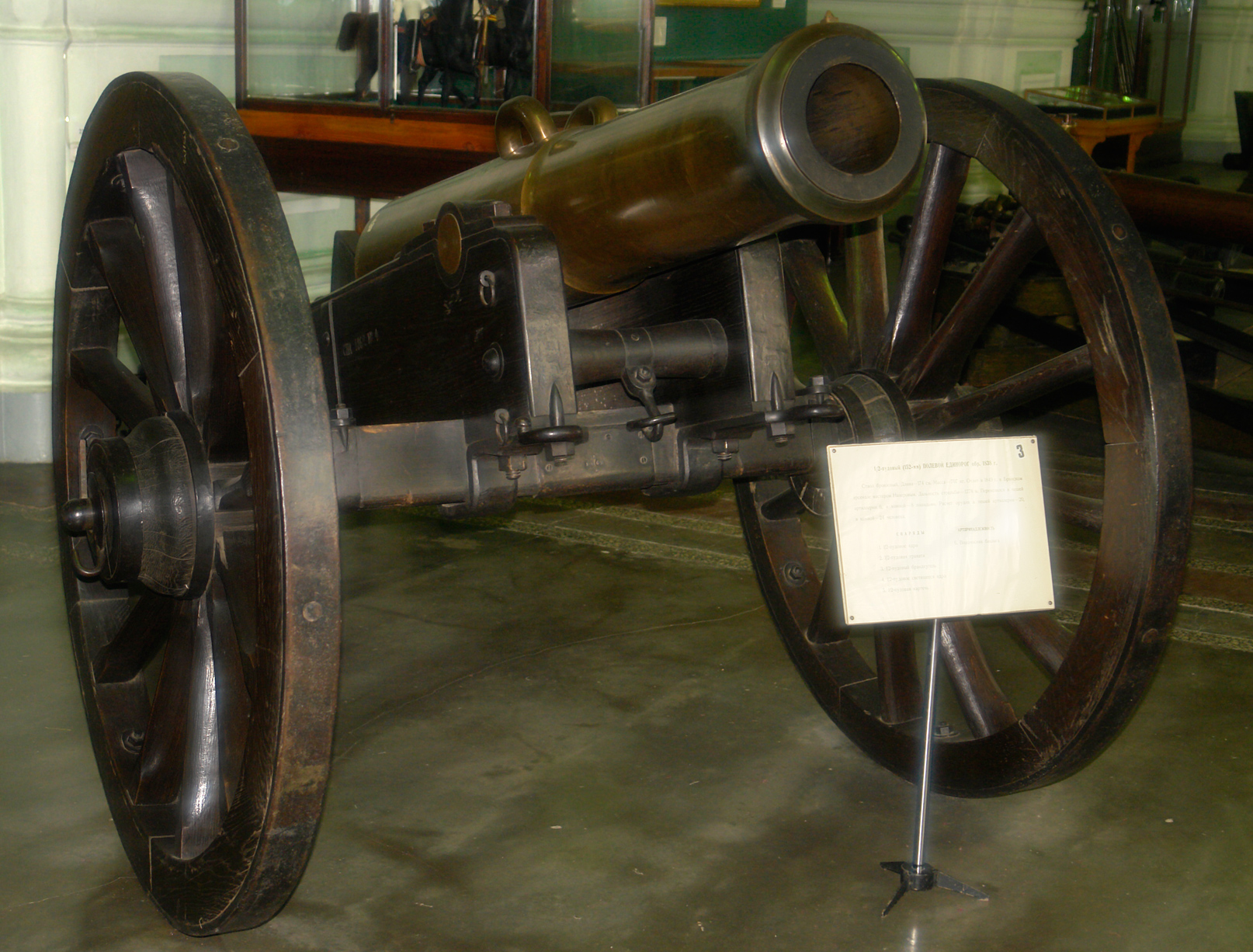
Félpudos, hat hüvelykes (152 mm) orosz 1838 mintájú tarack. A löveg hossza 174 cm, tömege 707 kg, 1849-ben Brjanszkban készült.

#### Kiegészítő csapattestek
A gyaloghadtestek mellé beosztottak még egy négy századból álló lövész, és egy szintén négy századból álló árkász, (műszaki) zászlóaljat, zászlóaljanként 1055 fővel. Minden gyalog- és vadászezredhez egy 288 főnyi vonat- (trén) század tartozott, amely hadtestenként három, összesen 3456 főnyi zászlóaljba szerveztek. A lovas- és tüzérhadosztály mellett szintén volt egy-egy vonatzászlóalj, valamint lövész és árkász zászlóalj is kapott ilyen csapatokat. Egy orosz gyaloghadtest hadilétszáma megközelítőleg 68 000 főre rúgott.

## Lásd még

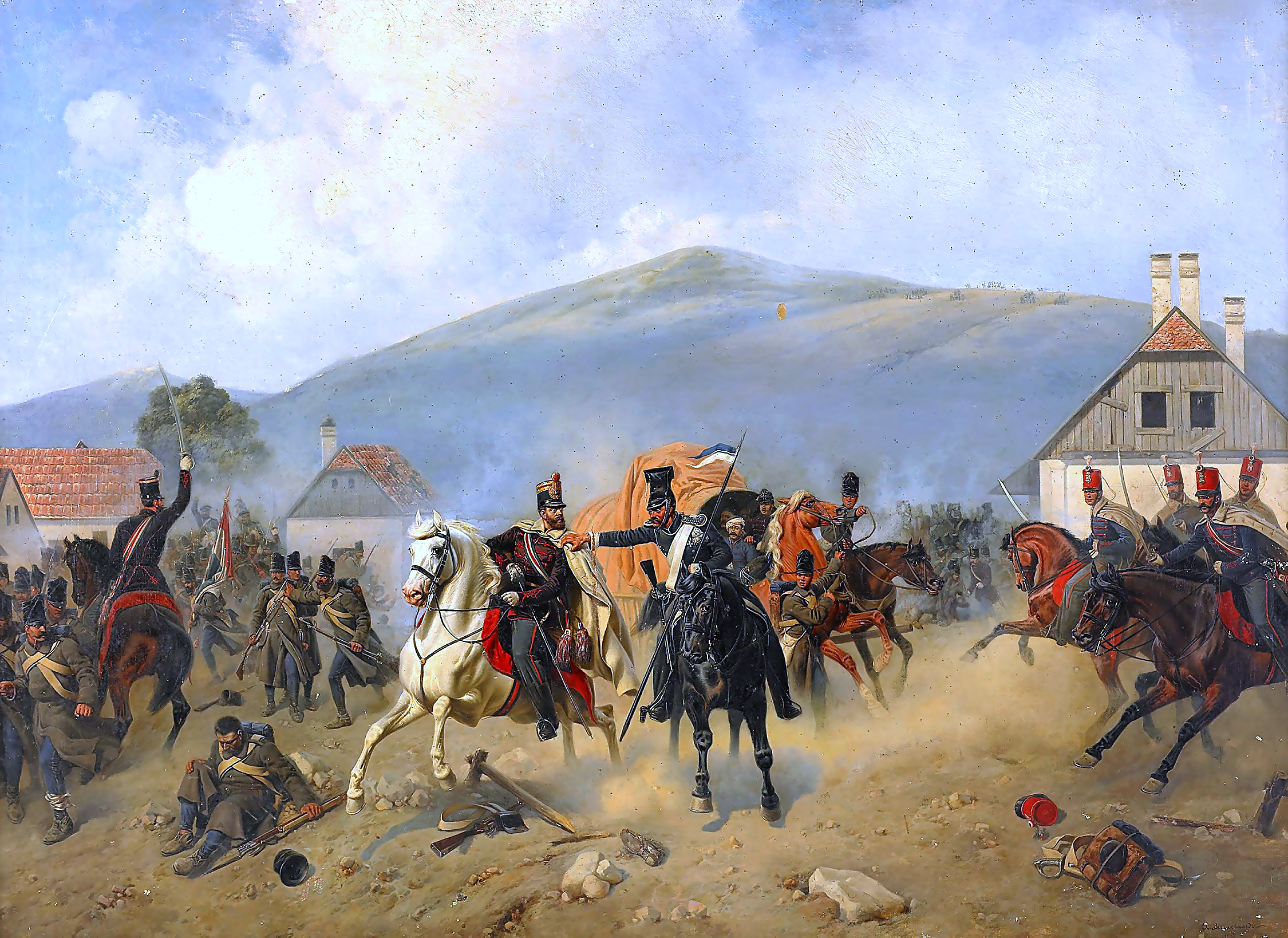
A. B. Villevalde: Lovas csata egy faluban a magyar forradalomkor

- David Oszipovics Bebutov
- Mihail Ivanovics Cseodajev
- Pavel Hrisztoforovics Grabbe
- Mihail Dmitrijevics Gorcsakov
- Alekszandr Nyikolajevics Lüders
- Ivan Fjodorovics Paszkevics
- Fjodor Vasziljevics Rüdiger
- Grigorij Jakovlevics Szkarjatyin
- Grigorij Hrisztoforovics Zassz